# Lorenzo Romano
Lorenzo Romano (Bagno a Ripoli, 31 marzo 1989) è un rugbista a 15 italiano.

## Biografia
Cresciuto nelle giovanili del Parma, esordì in gialloblu nel Super 10 2009-10 (contro il Rugby Roma, vittoria 30-10); nella stagione successiva fu messo sotto contratto dai Crociati e, da lì, nella franchise parmigiana degli Aironi in Celtic League.
Nel 2012 fu ingaggiato in Inghilterra dal Saracens e, nel corso del tour in Argentina di quell'estate, debuttò nell'Italia di Jacques Brunel a San Juan contro i Pumas perdendo 22-37.
La vittoria nella partita successiva a Toronto contro il Canada fu l'ultimo incontro in Nazionale di Romano, che non fu più convocato.
A metà torneo 2012-13 fu ceduto ai London Wasps fino al termine della stagione, per poi rientrare in Italia al Calvisano.
Dopo lo scudetto vinto nella Bassa Bresciana, Romano fu ingaggiato dalle Zebre nell'estate 2014 e dopo un anno e 4 incontri di Pro12 ritornò nel campionato nazionale nelle file del Viadana con cui vinse il Trofeo Eccellenza 2015-16.
A fine stagione si trasferì nuovamente all'estero in Pro D2, il campionato di seconda divisione francese, nelle file del Bourgoin-Jallieu.

## Palmarès
- Campionati italiani: 1
Calvisano: 2013-14
- Trofei Eccellenza : 1
Viadana: 2015-16